# Nintendo DS Lite
Il Nintendo DS Lite è una console portatile, la nuova versione del Nintendo DS. È stato annunciato il 26 gennaio 2006 ed è in commercio in Giappone dal 2 marzo 2006 al prezzo consigliato di 16.800 yen (circa 118 euro). Negli USA è disponibile dall'11 giugno 2006 al prezzo di $139, in Europa dal 23 giugno 2006 a € 149, ma in Italia si sale a € 159. Il Nintendo DS Lite non è più in produzione dal 26 aprile 2011.
Diverso nell'aspetto estetico e nei materiali plastici usati, questo modello tecnicamente è identico alla prima versione del Nintendo DS, eccetto che nella possibilità di selezionare quattro diversi gradi di intensità luminosa per gli schermi LCD (potenziato nella retroilluminazione) e per la durata maggiore della batteria. Inoltre pesa circa il 20% in meno del modello precedente, ed è più piccolo del 40% circa.
Il suffisso lite è stato scelto da Nintendo come gioco di parole poiché light in Inglese, ovvero lite in nordamericano, significa contemporaneamente leggero e luce.
Per i materiali utilizzati ed il design più moderno e ricercato rispetto al predecessore Nintendo DS, questa console mostra la precisa volontà di Nintendo di ampliare il mercato di riferimento "strizzando l'occhio" anche ad un pubblico più adulto, accompagnandone il lancio con giochi orientati ad un pubblico più grande come Dr. Kawashima's Brain Training ed il suo fortunato "clone" Brain Challenge.

## Caratteristiche generali
La particolarità di questa console è nell'essere dotata di due schermi di cui uno touch screen che la Nintendo sfrutta per produrre nuove forme di intrattenimento videoludico. Questo design lo rende in qualche modo molto simile ad una delle prime console portatili della Nintendo, il Game & Watch, anch'esso dotato di due schermi, nessuno dei quali era tattile.
Altre caratteristiche, volte ad aumentarne l'interattività, sono il microfono integrato e la tecnologia Wi-Fi per il multigiocatore. Nintendo DS consente il gioco in LAN nel raggio di 30 metri circa, fino a 16 giocatori, ed il gioco online tramite una connessione internet senza fili. Ha due porte hardware per i giochi:  una per le cartucce proprie del DS, chiamata anche Slot 1, l'altra per le cartucce Game Boy Advance, chiamata Slot 2.
La console è capace di sviluppare grafica a tre dimensioni tramite il suo processore principale ARM9, ed è dotata anche dello stesso tipo di processore presente sul Game Boy Advance, l'ARM7 al fine di fornire una compatibilità con i titoli della console precedente.
I video sono letti tramite il formato NDs mPeG (anche detto DPG).

### Nintendo Wi-Fi Connection
Nintendo Wi-Fi Connection (si legge in abbreviato Nintendo WFC) è stato un servizio online gratuito offerto da Nintendo che permettere di sfidare via Internet giocatori da tutto il mondo. Il gioco online necessita della connessione del DS ad internet e dello scambio del Codice Amico tra i giocatori che partecipano alla partita on-line.
Il Codice Amico è un numero univoco generato dal DS per ogni gioco compatibile per la Nintendo WFC e viene salvato all'interno di ogni gioco assieme ai codici di altri utenti che eventualmente sono stati scelti come "amici". In alcuni casi è possibile giocare anche senza l'utilizzo dei Codici Amico.
Il servizio online del Nintendo DS fu attivato in Europa il 21 novembre 2005 con il rilascio dei giochi Mario Kart DS e Tony Hawk's American Sk8land.

### Connettività con Nintendo Wii
Attraverso il Canale Nintendo è possibile connettere il Nintendo DS con il Wii per scaricare demo di giochi appartenenti alla console portatile Nintendo. Il software scaricato viene salvato sulla memoria RAM della console perciò si cancella automaticamente una volta spento il Nintendo DS. Inoltre, sempre con il Canale Nintendo è possibile inviare consigli e opinioni sui software DS posseduti, tramite la funzione Download DS.
Utilizzando il software Walk with me!, il Nintendo DS può scaricare su tale gioco i Mii creati con il Wii.
Con il nuovo restyling del Nintendo DS, il Nintendo DSi, la connettività tra le due console è stata ampliata, in quanto il nuovo modello del Nintendo DS, dotato di fotocamera, può trasferire dati sul Canale Foto del Wii.
Alcuni giochi Wii come ad esempio Animal Crossing: Let's Go to the City e Pokémon Battle Revolution possono collegarsi con la controparte portatile su Nintendo DS (rispettivamente Animal Crossing: Wild World, Pokémon Diamante e Perla  e Pokémon Platino ) dando l'opportunità agli utenti di scambiare dati di gioco tra le due versioni.

## Menù di sistema
Accendendo il Nintendo DS, si accede immediatamente al Menù di sistema. Esso è diviso in più pannelli, che offrono diverse opzioni. Sullo schermo superiore vengono visualizzati il nome utente utilizzato sulla console, un orologio, un calendario e l’icona indicatore batteria, che mostra lo stato della batteria della console. Nello schermo inferiore invece sono presenti quattro pannelli, due dei quali offrono la possibilità di scegliere se giocare con una cartuccia DS o con una GBA, mentre gli altri due possono essere utilizzati per accedere alla PictoChat e alla funzione Download DS. Infine, sotto l'ultimo pannello, ci sono tre icone: le Impostazioni, la Sveglia, che permette di utilizzare il DS come una sveglia, e l'icona Illuminazione, che disattiva o attiva l'illuminazione degli schermi.

### PictoChat
La funzione PictoChat permette al Nintendo DS di inviare e ricevere messaggi e disegni da altri utenti, o da se stessi, ma non è compatibile con internet. Infatti si può utilizzare solo via wireless, ospitando fino a 16 persone contemporaneamente, suddivise in più "stanze" (A-B-C-D).
Il pannello della PictoChat si trova nel Menù di sistema, e una volta selezionato, si accede allo schermo selezione stanza. Le stanze sono in tutto quattro e permettono di chattare con altri utenti. Una volta selezionata una di queste comparirà una tastiera e uno schermo messaggi su cui si potrà disegnare con lo stilo. Per uscire dalla funzione PictoChat basterà toccare la x in alto a destra nello schermo inferiore. Fra i caratteri della tastiera vi sono scritture accentate, nipponiche e soprattutto faccine.

### Download DS
Con la funzione Download DS si può giocare con più utenti utilizzando una sola cartuccia di gioco. Il pannello Download DS si trova nel Menù di sistema e selezionandolo si accede allo Schermo selezione gioco, da cui tutti gli utenti potranno visualizzare il software inserito in uno dei DS partecipanti in quel momento a questa modalità. Questa funzione è supportata solo nei giochi che hanno sulla copertina un'icona bianca e nera raffigurante due Nintendo DS collegati.

## Accessori
Per ampliare la multimedialità dei primi due modelli, il Nintendo DS e il Nintendo DS Lite, Nintendo ha reso disponibili vari accessori e periferiche da acquistare separatamente. Invece, nei due ultimi restyling (Nintendo DSi e Nintendo DSi XL) molte delle funzioni sono state integrate nella console stessa.

### Nintendo MP3 Player
Il Nintendo MP3 Player è una cartuccia poco più grande di una scheda GBA da inserire nello Slot 2 della console Nintendo DS e Nintendo DS Lite, che dispone di un lettore SD Card per ascoltare brani musicali in formato mp3. È compatibile anche con il GameBoy Advance/SP/Micro. Nel 2010 le Micro prodotte non sono state dotate di questa card mp3.

### Nintendo DS Browser
Il Nintendo DS Browser permette attraverso l'inserimento di una cartuccia apposita nello Slot 1 di navigare su internet utilizzando una versione del browser Opera. Assieme è venduta anche una Memory Pack, che aumenta di 8MB la RAM della console per poter eseguire la navigazione. Nel 2009, con l'uscita del Nintendo DSi, il software viene integrato direttamente nel menù principale della console.

## Descrizione
- Numero di serie: USG-001
- Colori disponibili: bianco, nero, rosa, blu, azzurro, rosso, verde e argento (ma è stato annunciato anche il color oro in edizione limitata)
- Schermo superiore: LCD TFT trasparente, 3 pollici di dimensione, retroilluminato a quattro livelli di brillantezza (due più elevati rispetto al vecchio Nintendo DS).
- Schermo inferiore: LCD TFT transriflettivo, dimensioni identiche allo schermo superiore, sensibilità tattile.
- Autonomia: 15~19 ore al livello di luminosità più basso, 5~8 ore a quello più alto.
- Tempo massimo di ricarica batterie: 3 ore (circa), con alimentatore.
- La configurazione dei pulsanti è la stessa del Nintendo DS, cambia solo la posizione dei tasti "Select" e "Start", spostati in basso a destra, e manca il tasto di accensione, sostituito da una leva a spinta (bisogna spingerla in alto all'atto dell'accensione e dello spegnimento) posta sul lato destro della console.
- L'aspetto estetico richiama quello del controller del Nintendo Wii
- Ha la stessa presa dell'alimentatore del Game Boy Micro, ma secondo quanto affermato da Nintendo non sono interscambiabili.
- Retrocompatibile con i giochi del Game Boy Advance, è dotato di uno sportello rimovibile per nascondere la porta giochi del GBA proteggendola dalla polvere ed aumentandone l'ergonomia quando non usata. I giochi del Game Boy Advance possono però essere utilizzati solo in modalità singolo giocatore per mancanza della porta del cavo Game Link.